# ACAZ C.2

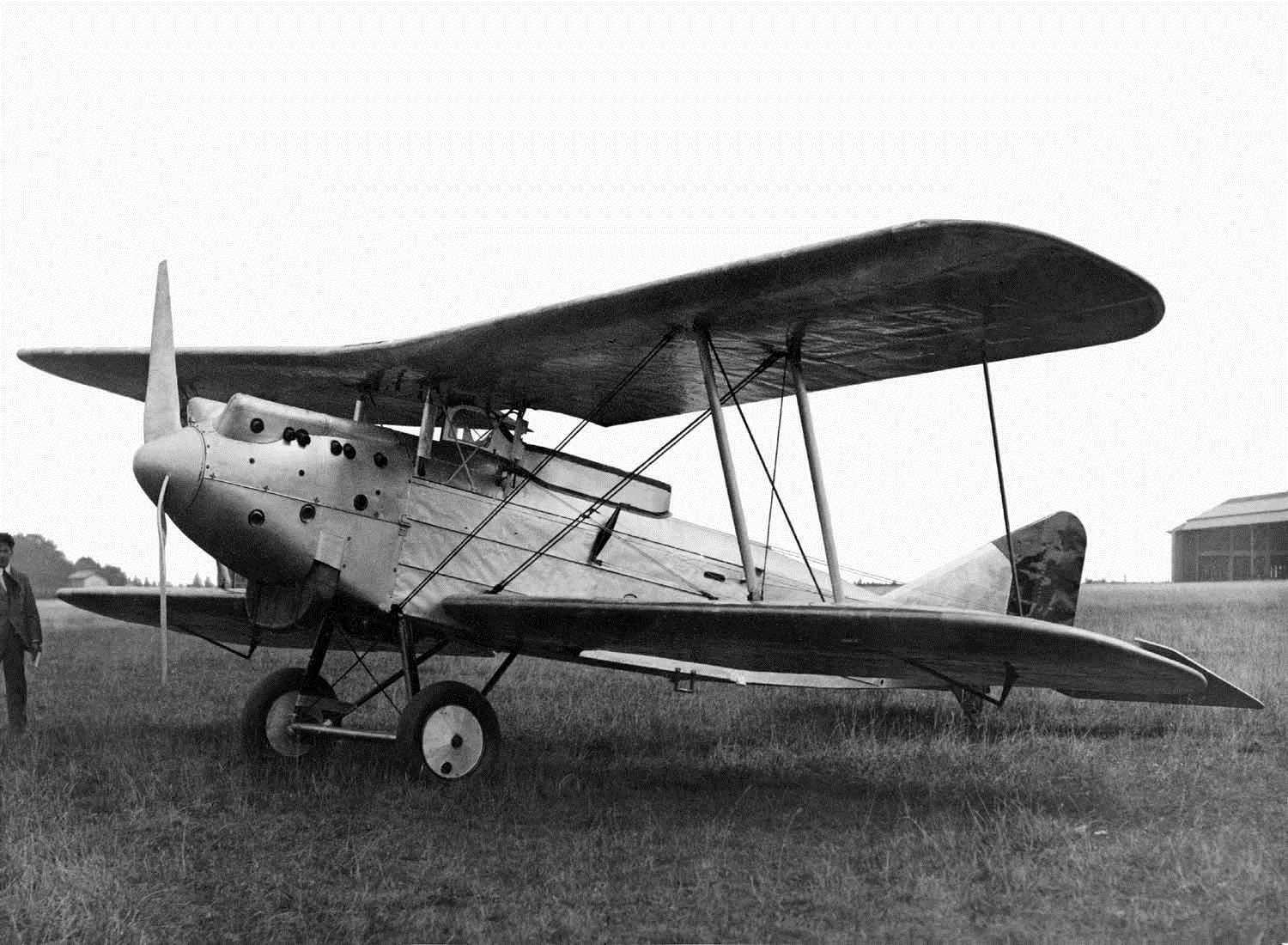
ACAZ C.2

De ACAZ C.2 was een prototype voor een Belgisch dubbeldekker gevechtsvliegtuig, ontworpen door ACAZ. Hij was compleet gemaakt van metaal, wat hem een geavanceerd toestel maakte ten tijde van zijn eerste vlucht in 1926. Ondanks dat het toestel geëvalueerd was door de Belgische Luchtmacht werden er geen bestellingen geplaatst. 
Hoewel de C.2 een conventionele tweedekker-configuratie had, had hij wel een unieke eigenschap: alle vier de vleugels waren hetzelfde en konden onderling gewisseld worden. Het toestel had ook ruimte voor camera's, zodat het ook als verkenningstoestel gebruikt kon worden. 
De C.2 is gebruikt in een mislukte luchtoperatie door Edmond Thieffry, die met twee maten (Lang en Guersin) probeerde het toestel naar Belgisch-Congo te vliegen. Ze vertrokken op 9 maart 1928, maar kwamen niet verder dan Philippeville (België).
Het enige prototype is verloren gegaan tijdens een crash op 25 januari 1933.

## Specificaties

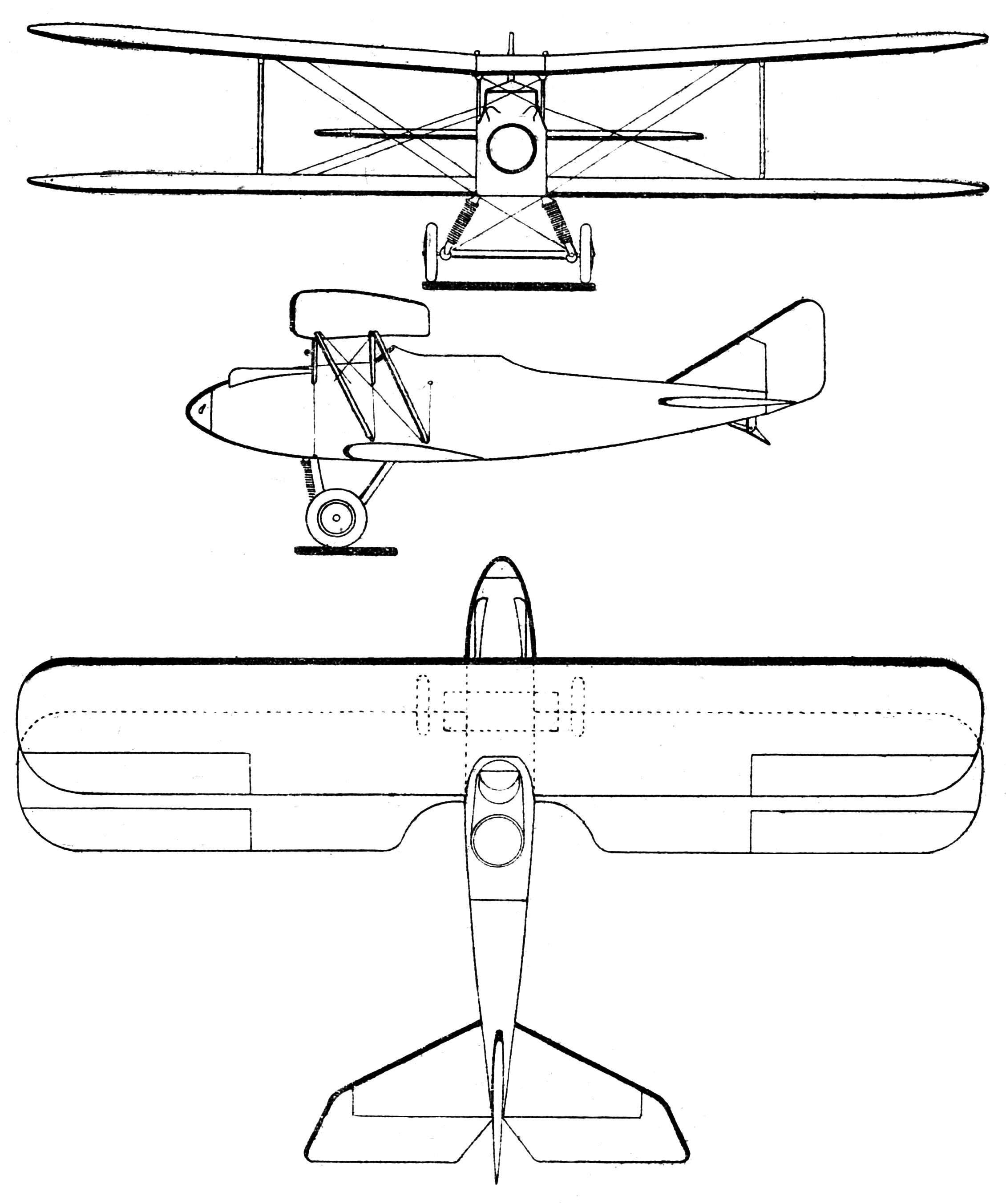
ACAZ C.2

- Bemanning: 1 piloot en 1 navigator
- Capaciteit:
- Lengte: 8,25 m
- Spanwijdte: 12,5 m
- Hoogte: 4,4 m
- Vleugeloppervlak: 40,5 m²
- Leeggewicht: 1260 kg
- Beladen gewicht:
- Max takeoff gewicht: 2.070 kg
- Max snelheid: 250 km/h
- Bereik: 875 km
- Plafond: 7.500 m
- Motoren: 1× Hispano Suiza I2.Ga, 336 kW (450 hp)